# James Forrest (Fußballspieler, 1991)
James Forrest (* 7. Juli 1991 in Prestwick) ist ein schottischer Fußballspieler. Der Mittelfeldspieler spielt seit 2009 bei Celtic Glasgow in der Scottish Premiership und seit 2011 für die schottische Fußballnationalmannschaft. Sein Bruder Alan Forrest ist ebenfalls Fußballprofi.

## Vereinskarriere
James Forrest wurde in Prestwick an der schottischen Südwestküste geboren. Im Alter von zwölf Jahren ging Forrest zu Celtic Glasgow und kam dabei in allen Altersklassen zu Einsätzen. Er gewann dort 2008 den Glasgow Cup für Jugendmannschaften im Finale gegen den Erzrivalen von Celtic, den Glasgow Rangers. Am 30. August 2009 unterschrieb er seinen ersten Profivertrag bei Celtic. Sein Debüt in der Liga gab der Mittelfeldspieler am letzten Spieltag der Saison 2009/10 gegen den FC Motherwell, als er in der 81. Spielminute beim Stand von 2:0 für Celtic für Aiden McGeady eingewechselt wurde. In der 87. Minute erzielte Forrest auch gleich sein erstes Tor für die „Bhoys“. Im Europapokal debütierte Forrest in der Champions League im Rückspiel der 3. Qualifikationsrunde gegen Sporting Braga im Celtic Park. Nach dem Ausscheiden gegen Braga nahm Celtic am Emirates Cup in London teil. Im Spiel gegen Olympique Lyon stand Forrest von Anfang an auf dem Spielfeld. Nach Turnierende wurde er zum besten Jugendspieler des gesamten Turniers ernannt.
Nach mehreren starken Spielen in der Anfangsphase der Saison 2010/11 – unter anderem im Spiel gegen Heart of Midlothian, in dem er den Führungstreffer erzielen konnte – wurde der 19-Jährige zum besten Jugendspieler der Scottish Premier League des Monats August gewählt. Im Januar 2011 unterschrieb Forrest einen neuen Kontrakt, der bis zum Jahr 2016 lief. Diesen verlängerte er im August 2016 um drei weitere Jahre.

## Schottische Nationalmannschaft
Am 29. Mai 2011 debütierte James Forrest in der schottischen Nationalmannschaft bei der 0:1-Auswärtsniederlage in Irland. Am 10. August 2011 bestritt er sein erstes Heimländerspiel beim 2:1-Sieg über Dänemark. Zur Fußball-Europameisterschaft 2021 wurde er in den schottischen Kader berufen, kam aber mit diesem nicht über die Gruppenphase hinaus.

## Erfolge
- Schottischer Meister (13): 2012, 2013, 2014, 2015, 2016, 2017, 2018, 2019, 2020, 2022, 2023, 2024, 2025
- Schottischer Pokalsieger (8): 2011, 2013, 2017, 2018, 2019, 2020, 2023, 2024
- Schottischer Ligapokal (8): 2015, 2017, 2018, 2019, 2020, 2022, 2023, 2025
- Schottlands Fußballer des Jahres: 2019